# Alexandre Henri Gabriel de Cassini

Stemma famiglia Cassini

Il visconte Alexandre Henri Gabriel vicomte de Cassini (Parigi, 9 maggio 1781 – 16 aprile 1832) è stato un botanico e naturalista francese, che si specializzò nello studio e nella classificazione della famiglia dei girasoli (Asteraceae) (allora nota come famiglia delle Compositae).

## Biografia
Era il più giovane dei cinque figli di Jean Dominique, conte de Cassini, che aveva preso il posto di suo padre come direttore dell'Osservatorio di Parigi e divenne famoso per aver completato la carta geografica di Francia. Alexandre era anche discendente diretto del famoso astronomo italo-francese Giovanni Domenico Cassini, scopritore della Grande Macchia Rossa di Giove e della divisione di Cassini negli anelli di Saturno.
Il genere Cassinia fu chiamato così in suo onore dal botanico Robert Brown.
Cassini diede il nome a molte piante floreali e a nuovi generi nella famiglia dei girasoli (Asteraceae), molti dei quali originari del Nord America. Pubblicò 65 saggi e  recensioni nel [Nouveau] Bulletin des Sciences par la Société Philomatique de Paris tra il 1812 ed il 1821.
Nel 1825, Cassini collocò i taxa nordamericani delle Prenanthes nel nuovo genere Nabalus, ora considerato un sottogenere delle Prenanthes (famiglia Asteraceae, tribù Lactuceae).
Nel 1828 mise nome alla Dugaldia hoopesii in onore del filosofo scozzese Dugald Stewart (1753-1828).

### Alcuni taxa (originariamente) chiamati con il suo nome
- Brachyscome (1816)
- Carphephorus
- Dracopis Cassini
- Emilia Cassini
- Eurybia (Cassini) S.F. Gray
- Euthamia (Nuttall) Cassini 1825
- Facelis Cassini
- Guizotia Cassini
- Helianthus pauciflorus Nuttall ssp. pauciflorus, riportato anche come Helianthus laetiflorus var. rigidus e H. rigidus (Cassini) Desf.
- Heterotheca Cassini (Camphorweed, Golden-aster)
- Ixeris (Cassini) Cassini
- Ligularia Cassini
- Pallenis Cassini
- Pluchea Cassini
- Sclerolepis Cassini (Sclerolepis)
- Youngia Cassini (Youngia)
- Taraxacum Cassini (girasole dei prati o tarassaco)